# Paraván
A paraván (vagy spanyolfal) szabadon álló, térelválasztó bútordarab, melynek részei többnyire harmonikaszerűen összecsukhatók. Praktikus és dekoratív célból egyaránt használható, anyaga és stílusa változó. A kereskedelem sokfajta paravánt kínál, de a helyi igényektől függően méret szerint asztalos is elkészítheti. Lakásban napjainkban ritkán használják.

## A szó eredete
A francia "paravent" (szó szerint: szélellenző) szóból származik.

### Története
Eredete az ősi Kínába vezethető vissza. Az első írásos emlékek az i. e. 4. században születtek – a Han-dinasztia idején –, de a térelválasztókat nagy valószínűséggel már korábban is használták. Egy vélemény szerint a paraván akár 2000 éves is lehet.
Kezdetben csupán a szobák elválasztását szolgálták, így nem kellett őket gyakran mozgatni.
Az első összecsukható kínai paravánok fatáblákból készültek, és csodálatos művészeti elemekkel díszítették őket. A palotai jeleneteket, a mitológiai témákat, valamint a természeti elemeket fatáblákra festették, melyek jóval többet jelentettek, mint egy bútordarab.
A legismertebbek közé tartoztak a kínai Coromandel térelválasztók, melyeket lakktechnikák kombinációjával készítettek.
Miután Kínában egyre nagyobb népszerűségnek örvendtek, az összecsukható paravánok végül elterjedtek a kelet-ázsiai országokban, majd később Európában is.
A legkorábbi japán térelválasztó a 7. században jelent meg, Tenmu császár uralkodása alatt, és Silla koreai királyságának ajándéka volt.
A 8. században nagyon népszerűvé váltak, így a japán művészek saját maguk kezdték el készíteni őket, a kínai design nagy hatással volt művészetükre. A térelválasztókat mérettől függően különböző alkalmakra használták; a teák ünnepségén gyakran a kisebb kétrészeseket, a nagyobb nyolcrészeseket általában a táncok háttereként használták. A japán térelválasztók könnyebbek voltak, gyakran selyemből vagy papírból készültek.
A Távol-Keletről Európába a 17. század elején érkeztek meg az első összecsukható paravánok. Hatalmas vonzerejük nem csupán gyakorlati felhasználásuknak volt köszönhető, hanem csodálatos művészeti dekorációiknak is.
A 18. század elején már az európai kézművesek is elkezdték az összecsukható térelválasztók gyártását. Nem használták a lakktechnikát, hanem csupán imitálták a kínai összecsukható paravánokat, kevésbé drága festett verziókban. A festett bőr térelválasztó volt trendi azokban az időben.
Népszerűségük az 1800-as évek elejére lecsökkent, és csak 1860 körül állt helyre, III. Napóleon uralkodása alatt, a japonizmus hullámának köszönhetően, amely számos francia művészt megihletett.
A 20. századtól az új modern paravánok többnyire dekorációs célokat szolgálnak.